# Claudio Castricone
Claudio Pablo Castricone (ur. 16 kwietnia 1958 w Villa Constitución) – argentyński duchowny rzymskokatolicki, biskup pomocniczy diecezji Orán od 2023.

## Życiorys

### Prezbiterat
Święcenia kapłańskie przyjął 23 listopada 1984 i został inkardynowany do archidiecezji Rosario. Pracował głównie jako duszpasterz parafialny, odpowiadał także jako delegat biskupi za duszpasterstwo więzienne oraz za duszpasterstwo tzw. dzielnic nędzy.

### Episkopat
9 marca 2023 papież Franciszek mianował go biskupem pomocniczym Orán ze stolicą tytularną Castra Nova. 
Sakry biskupiej udzielił mu 26 maja 2023 biskup Luis Antonio Scozzina.